# كارل إدفارد يوهانسون
كارل إدفارد يوهانسون (بالسويدية: Carl Edvard Johansson)‏ هو مخترِع ومهندس وشخصية أعمال سويدي، ولد في 1864 في Fellingsbro parish ‏ في السويد، وتوفي في 1943 في Eskilstuna församling ‏ في السويد.
اخترع يوهانسون تشكيلة قوالب القياس والمعروفة باسم ("قوالب قياس يوهانسون") وتسمى أيضا (بالإنجليزية: Johansson gauges)‏ أو (بالإنجليزية: Jo blocks)‏.

## وصلات خارجية
- كارل إدفارد يوهانسون على موقع الموسوعة البريطانية (الإنجليزية)